# Platyplectrus taprobanes
Platyplectrus taprobanes är en stekelart som först beskrevs av Gadd 1945.  Platyplectrus taprobanes ingår i släktet Platyplectrus och familjen finglanssteklar. Inga underarter finns listade i Catalogue of Life.